# Mineral County, Nevada
Mineral County är ett administrativt område i delstaten Nevada, USA. År 2010 hade countyt 4 772 invånare. Den administrativa huvudorten (county seat) är Hawthorne. 

## Geografi
Enligt United States Census Bureau så har countyt en total area på 9 876 km². 9 730 km² av den arean är land och 146 km² är vatten. 

### Angränsande countyn
- Lyon County, Nevada - nordväst
- Churchill County, Nevada - nord
- Nye County, Nevada - nordöst
- Esmeralda County, Nevada - sydöst
- Mono County, Kalifornien - sydväst